# Sigma Seven
Sigma Seven (jap. シグマ・セブン Shiguma Sebun) – japońska agencja zarządzająca talentami głosowymi, stanowi sporą liczbę Seiyū. Założona 3 marca 1988 roku, jej siedziba główna mieści się na trzecim piętrze budynku Haga w Minato.

## Członkowie

### Mężczyźni
- Shin Aomori
- Masaya Hashimoto
- Takuro Kitagawa
- Go Inoue
- Yasunori Matsumoto
- Yuichi Nakamura
- Akio Nojima
- Hirofumi Nojima
- Takashi Saitou
- Hirakazu Shibayama
- Akio Suyama
- Hideki Tasaka
- Norio Wakamoto
- Kazuki Yao
- Hiroki Yasumoto
- Makoto Yasumura
- Hiroyuki Yoshino
- Shozo Iizuka
- Shingo Hiromori

### Kobiety
- Misato Fukuen
- Marina Inoue
- Kaori Ishihara
- Eriko Kawasaki
- Yoshiko Matsuo
- Nana Mizuki
- Fumie Mizusawa
- Sumomo Momomori
- Yukana
- Yui Ogura
- Asuka Ōgame
- Asami Seto
- Yuuko Shima
- Reiko Takagi
- Megumi Takamoto
- Naoko Takano
- Sakiko Tamagawa
- Ai Uchikawa
- Mari Yokō